# Tomoya Fujii
Tomoya Fujii (藤井 智也 Fujii Tomoya?), född 4 december 1998 i Gifu prefektur, är en japansk fotbollsspelare.
Fujii började sin karriär 2020 i Sanfrecce Hiroshima.